# ダッシュ!ダッシュ!若さで行こう!
『ダッシュ!ダッシュ!若さで行こう!』（ダッシュ ダッシュ わかさでいこう）は、1971年11月2日から1972年3月28日まで日本テレビ系列局で放送されていた日本テレビ製作の音楽バラエティ番組である。放送時間は毎週火曜 19:00 - 19:30 （日本標準時）。

## 概要
小野ヤスシと山本コウタローが三枚目ぶりを発揮しながら司会を務めていた番組。他に当時の若手歌手である仲雅美、水沢夕子、青山一也、別所夏子、チェリッシュがレギュラー出演し、歌のコーナーやゲームコーナーに参加していた。番組ラストの「スターコーナー」には、毎回ビクター所属歌手が出演していた。